# Golden Spin of Zagreb 2019
Golden Spin of Zagreb 2019 – dziesiąte, a zarazem ostatnie zawody łyżwiarstwa figurowego z cyklu Challenger Series 2019/2020. Zawody zostały rozegrane od 4 do 7 grudnia 2019 roku w hali Dom Sportova w Zagrzebiu.		
W konkurencji solistów zwyciężył Amerykanin Jason Brown, zaś w konkurencji solistek Rosjanka Jelizawieta Tuktamyszewa. W parach sportowych triumfowali Amerykanie Ashley Cain-Gribble i Timothy LeDuc, z kolei w parach tanecznych reprezentanci Włoch Charlène Guignard i Marco Fabbri.		

## Rekordy świata
| Rekordy świata (GOE±5) na moment rozpoczęcia zawodów (stan na 4 grudnia 2019): | Rekordy świata (GOE±5) na moment rozpoczęcia zawodów (stan na 4 grudnia 2019): | Rekordy świata (GOE±5) na moment rozpoczęcia zawodów (stan na 4 grudnia 2019): | Rekordy świata (GOE±5) na moment rozpoczęcia zawodów (stan na 4 grudnia 2019): | Rekordy świata (GOE±5) na moment rozpoczęcia zawodów (stan na 4 grudnia 2019): | Rekordy świata (GOE±5) na moment rozpoczęcia zawodów (stan na 4 grudnia 2019): |
| Konkurencja                                                                    | Segment                                                                        | Zawodnicy                                                                      | Punkty                                                                         | Zawody                                                                         | Data                                                                           |
| ------------------------------------------------------------------------------ | ------------------------------------------------------------------------------ | ------------------------------------------------------------------------------ | ------------------------------------------------------------------------------ | ------------------------------------------------------------------------------ | ------------------------------------------------------------------------------ |
| Soliści                                                                        | Nota łączna                                                                    | Nathan Chen                                                                    | 323,42                                                                         | Mistrzostwa świata 2019                                                        | 23 marca 2019                                                                  |
| Soliści                                                                        | Program dowolny                                                                | Nathan Chen                                                                    | 216,02                                                                         | Mistrzostwa świata 2019                                                        | 23 marca 2019                                                                  |
| Soliści                                                                        | Program krótki                                                                 | Yuzuru Hanyū                                                                   | 110,53                                                                         | Rostelecom Cup 2018                                                            | 16 listopada 2018                                                              |
| Solistki                                                                       | Nota łączna                                                                    | Aleksandra Trusowa                                                             | 241,02                                                                         | Skate Canada International 2019                                                | 26 października 2019                                                           |
| Solistki                                                                       | Program dowolny                                                                | Aleksandra Trusowa                                                             | 166,62                                                                         | Skate Canada International 2019                                                | 26 października 2019                                                           |
| Solistki                                                                       | Program krótki                                                                 | Alona Kostornoj                                                                | 85,04                                                                          | NHK Trophy 2019                                                                | 22 listopada 2019                                                              |
| Pary sportowe                                                                  | Nota łączna                                                                    | Sui Wenjing / Han Cong                                                         | 234,84                                                                         | Mistrzostwa świata 2019                                                        | 21 marca 2019                                                                  |
| Pary sportowe                                                                  | Program dowolny                                                                | Sui Wenjing / Han Cong                                                         | 155,60                                                                         | Mistrzostwa świata 2019                                                        | 21 marca 2019                                                                  |
| Pary sportowe                                                                  | Program krótki                                                                 | Sui Wenjing / Han Cong                                                         | 81,27                                                                          | NHK Trophy 2019                                                                | 22 listopada 2019                                                              |
| Pary taneczne                                                                  | Nota łączna                                                                    | Gabriella Papadakis / Guillaume Cizeron                                        | 226,61                                                                         | NHK Trophy 2019                                                                | 23 listopada 2019                                                              |
| Pary taneczne                                                                  | Taniec dowolny                                                                 | Gabriella Papadakis / Guillaume Cizeron                                        | 136,58                                                                         | NHK Trophy 2019                                                                | 23 listopada 2019                                                              |
| Pary taneczne                                                                  | Taniec rytmiczny                                                               | Gabriella Papadakis / Guillaume Cizeron                                        | 90,03                                                                          | NHK Trophy 2019                                                                | 22 listopada 2019                                                              |

## Wyniki

### Soliści
| Poz. | Zawodnik              | Nota łączna | SP | SP    | FS  | FS     |
| ---- | --------------------- | ----------- | -- | ----- | --- | ------ |
| 1    | Jason Brown           | 242,39      | 3  | 79,44 | 1   | 162,95 |
| 2    | Moris Kwitiełaszwili  | 236,65      | 2  | 81,10 | 4   | 155,55 |
| 3    | Makar Ignatow         | 229,22      | 8  | 72,66 | 2   | 156,56 |
| 4    | Artur Danijelan       | 227,41      | 10 | 71,50 | 3   | 155,91 |
| 5    | Aleksandr Selevko     | 221,94      | 4  | 76,18 | 5   | 145,76 |
| 6    | Camden Pulkinen       | 219,57      | 5  | 76,04 | 7   | 143,53 |
| 7    | Adam Siao Him Fa      | 213,98      | 13 | 69,06 | 6   | 144,92 |
| 8    | Alexei Bychenko       | 213,13      | 1  | 81,31 | 10  | 131,82 |
| 9    | Alexei Krasnozhon     | 212,51      | 7  | 73,26 | 8   | 139,25 |
| 10   | Daniel Albert Naurits | 203,89      | 12 | 69,67 | 9   | 134,22 |
| 11   | Gabriele Frangipani   | 201,47      | 9  | 72,06 | 12  | 129,41 |
| 12   | Mark Gorodnitsky      | 200,71      | 6  | 74,61 | 14  | 126,10 |
| 13   | Konstantin Miljukow   | 195,63      | 18 | 65,88 | 11  | 129,75 |
| 14   | Paul Fentz            | 194,48      | 15 | 66,81 | 13  | 127,67 |
| 15   | Danijjel Samochin     | 187,35      | 11 | 71,45 | 20  | 115,90 |
| 16   | Władimir Litwincew    | 185,12      | 14 | 68,47 | 19  | 116,65 |
| 17   | Donovan Carrillo      | 183,87      | 17 | 66,59 | 18  | 117,28 |
| 18   | Georgii Reshtenko     | 183,61      | 21 | 59,63 | 15  | 123,98 |
| 19   | Alessandro Fadini     | 179,62      | 22 | 58,44 | 16  | 121,18 |
| 20   | Catalin Dimitrescu    | 177,51      | 16 | 66,71 | 23  | 110,80 |
| 21   | Aleksandr Zlatkow     | 175,96      | 20 | 63,30 | 22  | 112,66 |
| 22   | Mattia Dalla Torre    | 167,63      | 26 | 54,28 | 21  | 113,35 |
| 23   | Rakhat Bralin         | 167,29      | 28 | 49,77 | 17  | 117,52 |
| 24   | Harrison Jon-Yen Wong | 162,63      | 24 | 54,94 | 24  | 107,69 |
| 25   | Valtter Virtanen      | 150,38      | 27 | 51,13 | 25  | 99,25  |
| 26   | Yamato Rowe           | 134,99      | 29 | 49,05 | 26  | 85,94  |
| WD   | Luc Maierhofer        | DNF         | 19 | 65,18 | DNF | DNF    |
| WD   | Thomas Stoll          | DNF         | 23 | 55,75 | DNF | DNF    |
| WD   | Nikita Mańko          | DNF         | 25 | 54,91 | DNF | DNF    |

### Solistki
| Poz. | Zawodniczka              | Nota łączna | SP  | SP    | FS  | FS     |
| ---- | ------------------------ | ----------- | --- | ----- | --- | ------ |
| 1    | Jelizawieta Tuktamyszewa | 221,15      | 1   | 72,86 | 1   | 148,29 |
| 2    | Wiktorija Safonowa       | 192,49      | 2   | 64,35 | 2   | 128,14 |
| 3    | Nicole Schott            | 182,71      | 3   | 61,78 | 4   | 120,93 |
| 4    | Sofja Samodurowa         | 180,61      | 4   | 59,57 | 3   | 121,04 |
| 5    | Jekatierina Riabowa      | 176,51      | 6   | 57,02 | 5   | 119,49 |
| 6    | Lara Naki Gutmann        | 167,60      | 7   | 56,81 | 7   | 110,79 |
| 7    | Lucrezia Beccari         | 167,17      | 9   | 53,83 | 6   | 113,34 |
| 8    | Daša Grm                 | 158,39      | 5   | 58,91 | 11  | 99,48  |
| 9    | Maia Mazzara             | 152,25      | 20  | 45,94 | 8   | 106,31 |
| 10   | Roberta Rodeghiero       | 151,11      | 11  | 49,85 | 10  | 101,26 |
| 11   | Eva-Lotta Kiibus         | 148,66      | 18  | 46,20 | 9   | 102,46 |
| 12   | Niki Wories              | 147,69      | 8   | 55,12 | 14  | 92,57  |
| 13   | Kyarha van Tiel          | 147,44      | 10  | 51,05 | 12  | 96,39  |
| 14   | Zhu Yi                   | 143,10      | 13  | 49,23 | 13  | 93,87  |
| 15   | Kristina Isaev           | 139,06      | 12  | 49,64 | 16  | 89,42  |
| 16   | Stefanie Pesendorfer     | 138,14      | 19  | 46,11 | 15  | 92,03  |
| 17   | Antonina Dubinina        | 134,58      | 15  | 48,22 | 18  | 86,36  |
| 18   | Aiza Mambekowa           | 132,52      | 14  | 48,50 | 19  | 84,02  |
| 19   | Neli Jofe                | 128,53      | 16  | 47,82 | 20  | 80,71  |
| 20   | Andrea Montesinos Cantú  | 127,45      | 22  | 40,96 | 17  | 86,49  |
| 21   | Taylor Morris            | 119,51      | 21  | 43,13 | 21  | 76,38  |
| 22   | Simona Gospodinova       | 111,05      | 23  | 38,23 | 22  | 72,82  |
| 23   | Alina Juszczenkowa       | 108,97      | 24  | 36,23 | 23  | 72,74  |
| 24   | Linden van Bemmel        | 101,14      | 25  | 36,02 | 24  | 65,12  |
| WD   | Lara Roth                | DNF         | 17  | 47,11 | DNF | DNF    |
| WD   | Romana Kaiser            | DNS         | DNS | DNS   | DNS | DNS    |

### Pary sportowe
| Poz. | Zawodnicy                                | Nota łączna | SP  | SP    | FS  | FS     |
| ---- | ---------------------------------------- | ----------- | --- | ----- | --- | ------ |
| 1    | Ashley Cain-Gribble / Timothy LeDuc      | 199,43      | 1   | 70,83 | 1   | 128,60 |
| 2    | Tarah Kayne / Danny O’Shea               | 194,29      | 3   | 66,20 | 2   | 128,09 |
| 3    | Minerva Fabienne Hase / Nolan Seegert    | 185,09      | 2   | 68,30 | 3   | 116,79 |
| 4    | Karina Akopowa / Maksim Szagałow         | 175,49      | 4   | 60,29 | 4   | 115,20 |
| 5    | Ioulia Chtchetinina / Mark Magyar        | 158,87      | 6   | 55,27 | 7   | 103,60 |
| 6    | Rebecca Ghilardi / Filippo Ambrosini     | 157,28      | 8   | 53,10 | 6   | 104,18 |
| 7    | Olivia Serafini / Mervin Tran            | 155,21      | 12  | 48,29 | 5   | 106,92 |
| 8    | Laura Barquero / Ton Consul              | 153,83      | 9   | 52,22 | 8   | 101,61 |
| 9    | Coline Keriven / Antoine Pierre          | 153,00      | 7   | 53,20 | 10  | 99,80  |
| 10   | Jelena Pawłowa / Ruben Blommaert         | 151,81      | 5   | 59,40 | 12  | 92,41  |
| 11   | Anna Vernikov / Jewgieni Krasnopolski    | 150,44      | 10  | 49,52 | 9   | 100,92 |
| 12   | Lana Petranović / Antonio Souza-Kordeiru | 144,73      | 11  | 49,46 | 11  | 95,27  |
| 13   | Sara Conti / Niccolò Macii               | 136,20      | 17  | 45,43 | 13  | 90,77  |
| 14   | Isabella Gamez / David-Alexandre Paradis | 135,90      | 14  | 47,50 | 15  | 88,40  |
| 15   | Darja Daniłowa / Michel Tsiba            | 135,71      | 13  | 47,86 | 16  | 87,85  |
| 16   | Dorota Broda / Pedro Betegon Martin      | 133,32      | 15  | 46,67 | 17  | 86,65  |
| 17   | Camille Mendoza / Pawieł Kowalew         | 131,03      | 18  | 41,66 | 14  | 89,37  |
| 18   | Alexandra Herbríková / Nicolas Roulet    | 121,84      | 19  | 40,53 | 18  | 81,31  |
| 19   | Sofija Nesterowa / Artem Dareński        | 119,75      | 16  | 45,44 | 19  | 74,31  |
| 20   | Irma Caldara / Marco Santucci            | 108,12      | 20  | 37,49 | 20  | 70,63  |
| 21   | Eloise Papka / Johann Wilkinson          | 98,03       | 21  | 34,59 | 21  | 63,44  |
| WD   | Ksienija Stołbowa / Andriej Nowosiołow   | DNS         | DNS | DNS   | DNS | DNS    |

### Pary taneczne
| Poz. | Zawodnicy                                  | Nota łączna | RD  | RD    | FD  | FD     |
| ---- | ------------------------------------------ | ----------- | --- | ----- | --- | ------ |
| 1    | Charlène Guignard / Marco Fabbri           | 202,18      | 1   | 83,31 | 1   | 112,92 |
| 2    | Annabelle Morozow / Andriej Bagin          | 191,71      | 2   | 78,75 | 2   | 112,92 |
| 3    | Caroline Green / Michael Parsons           | 187,10      | 4   | 74,18 | 3   | 112,92 |
| 4    | Lorraine McNamara / Quinn Carpenter        | 183,47      | 3   | 78,39 | 5   | 105,08 |
| 5    | Jennifer Urban / Benjamin Steffan          | 171,87      | 6   | 66,10 | 4   | 105,77 |
| 6    | Katharina Müller / Tim Dieck               | 169,59      | 8   | 64,70 | 6   | 104,89 |
| 7    | Jasmine Tessari / Francesco Fioretti       | 165,48      | 5   | 68,63 | 7   | 96,85  |
| 8    | Shari Koch / Christian Nüchtern            | 156,26      | 9   | 63,45 | 8   | 92,81  |
| 9    | Robynne Tweedale / Joseph Buckland         | 152,93      | 7   | 65,19 | 10  | 87,74  |
| 10   | Darja Popowa / Wołodomyr Bielikow          | 147,00      | 10  | 60,68 | 11  | 86,32  |
| 11   | Emilija Kalahanawa / Uładzisłau Pałchouski | 145,88      | 11  | 57,45 | 9   | 88,43  |
| 12   | Emily Monaghan / Ilias Fourati             | 136,79      | 12  | 53,37 | 12  | 83,42  |
| WD   | Adelina Galyavieva / Louis Thauron         | DNS         | DNS | DNS   | DNS | DNS    |
| WD   | Aurelija Ipolito / J,T, Michel             | DNS         | DNS | DNS   | DNS | DNS    |